# اوسولیه، بخش اوسولسکی، پرم
شهر اوسولیه، بخش اوسولسکی، پرم (به روسی: Усолье) در کشور روسیه و در کرای پرم واقع شده‌است.